# Смолко, Андрей Иосифович
Андрей Иосифович Смолко (1911-1999) – российский учёный, инженер-геолог по съемке и поискам полезных ископаемых. Один из первооткрывателей месторождений нефти и газа в Туркмении и Узбекистане. Лауреат Ленинской премии (1962).
В 1933 году окончил Ленинградский горный институт.  Работал во ВНИГРИ на экспедициях в Каракумах, Кызыл-Кумах, Приаралье. В 1942 в геологической экспедиции в Небит-Даге его отряд обнаружил выходы битуминозных пород в урочище Котур-Тепе, где через пятнадцать лет было открыто гигантское нефтяное месторождение.
В 1945 — 1949 гг. научный сотрудник Всесоюзного н.-и. геологического института.
В 1949 — 1950 гг. во Всесоюзном н.-и. нефтяном геологоразведочном институте в Ленинграде. В 1950 — 1953 гг. в Туркменском филиале Всесоюзного НИИ по добыче нефти (Небит-Даг). В 1952 — 1956 гг. одновременно преподавал в Ленинградском горном институте. С 1954 г. снова работал во ВНИИ геологии.
Кандидат геолого-минералогических наук (1950), ст. научный сотрудник с 1961 г.
Крупный специалист по геологической съемке и поискам нефти, тектонист, знаток геологии и полезных ископаемых мезозоя и кайнозоя Средней Азии. Один из первооткрывателей месторождений нефти и газа в Туркмении и Узбекистане.
В 1962 г. удостоен Ленинской премии за участие в создании новой системы разработки нефтяных месторождений с применением внутриконтурного заводнения и её осуществление на крупнейшем в СССР Ромашкинском нефтяном месторождении.